# Giovanni Battista Zuddas
Giovanni Battista Zuddas meglio noto come Gianni Zuddas (Cagliari, 1º marzo 1928 – 26 ottobre 1996) è stato un pugile italiano, medaglia d'argento ai Giochi olimpici di Londra 1948 nei pesi gallo e, tra i professionisti, campione d'Italia della stessa categoria (1952-1953).

## Carriera

### Dilettante
Gianni Zuddas ha avuto una carriera rilevante soprattutto tra i dilettanti. È stato Campione italiano dei pesi mosca a Milano, nel 1948 e a Firenze, nel 1949. Nei pesi gallo ha vinto la medaglia d'argento ai Giochi olimpici di Londra 1948 ed è stato Campione europeo a Oslo 1949. Nello stesso anno vince il Guanto d'oro a Chicago.

### Professionista
Passa tra i professionisti alla fine del 1949. Il suo primo tentativo di conquistare la cintura italiana dei pesi gallo si infrange pareggiando con Alvaro Nuvoloni il 15 settembre 1951, nella sua Cagliari. E' sconfitto per la prima volta al 34º incontro, il 19 luglio 1952, dal francese André Valignat. 
Il suo secondo tentativo di indossare la cintura di Campione d'Italia ha buon esito il 6 settembre dello stesso anno, battendo a Cagliari Amleto Falcinelli, ai punti in 12 riprese. Perde il titolo alla prima difesa contro il futuro Campione del Mondo Mario D'Agata sul ring di Arezzo per squalifica alla nona ripresa. Nulla da fare, per Zuddas, anche nel match di rivincita, allestito a Milano nell'aprile 1954 (sconfitta ai punti).
A questo punto, Zuddas combatte quattro volte all'estero (tre in Australia e una in Svezia), ottenendo altrettante sconfitte. Il prosieguo della sua carriera, in Italia, è abbastanza deludente. Nel 1959, perde altri due tentativi di conquistare il titolo italiano contro Federico Scarponi (la seconda volta per Kot al quinto round).
Nel suo penultimo incontro consegue un'onorevole sconfitta ai punti, a San Paolo del Brasile contro il fuoriclasse brasiliano Éder Jofre, futuro dominatore mondiale della categoria e Campione del mondo anche nei pesi piuma. Poi, dopo una nuova sconfitta ai punti contro il corregionale Umberto Poddighe, il 4 settembre 1960, a Porto Torres, abbandona la boxe.